# ملعب إرنست هابل
ملعب إرنست هابل في ليوبولدستات، كان يعرف باسم براتر حتى عام 1992، بني الملعب بين عامي 1929 و1931، وقد تمت تسمية الملعب باسم إرنست هابل بعد أن توفي في عام 1992، استضاف الملعب سبع مباريات في بطولة أمم أوروبا 2008، بما في ذلك المباراة النهائية التيشهدت فوز إسبانياعلى ألمانيا.

## أبرز المباريات التي استضافها الملعب
- نهائي كأس أوروبا 1964: إنتر ميلان 3–1 ريال مدريد
- نهائي كأس الكؤوس الأوروبية 1970: مانشستر سيتي 2–1 غورنيك زابجه
- نهائي كأس أوروبا 1987: نادي بورتو 2–1 بايرن ميونخ
- نهائي كأس أوروبا 1990: إيه سي ميلان 1–0 نادي بنفيكا
- 1994 UEFA Cup Final: إنتر ميلان 1–0 ريد بل سالزبورغ
- نهائي دوري أبطال أوروبا 1995: أياكس أمستردام 1–0 إيه سي ميلان
- نهائي بطولة أمم أوروبا 2008: منتخب إسبانيا لكرة القدم 1–0 منتخب ألمانيا لكرة القدم

استضاف الملعب مسابقات في رياضات أخرى 

## كأس الأمم الأوروبية 2008
| التاريخ       | الوقت (CET) | المنتخب #1 | النتيجة                                               | المنتخب #2 | الجولة                                      | المشاهدين |
| ------------- | ----------- | ---------- | ----------------------------------------------------- | ---------- | ------------------------------------------- | --------- |
| 8 يونيو 2008  | 18.00       | النمسا     | 0–1                                                   | كرواتيا    | بطولة أمم أوروبا 2008 المجموعة ب            | 51,428    |
| 12 يونيو 2008 | 20.45       | النمسا     | 1–1                                                   | بولندا     | بطولة أمم أوروبا 2008 المجموعة ب            | 51,428    |
| 16 يونيو 2008 | 20.45       | النمسا     | 0–1                                                   | ألمانيا    | بطولة أمم أوروبا 2008 المجموعة ب            | 51,428    |
| 20 يونيو 2008 | 20.45       | كرواتيا    | 1–1 (وقت إضافي) (1–3 ركلات جزاء ترجيحية (كرة القدم).) | تركيا      | مرحلة خروج المغلوب في بطولة أمم أوروبا 2008 | 51,428    |
| 22 يونيو 2008 | 20.45       | إسبانيا    | 0–0 (وقت إضافي) (4–2 ركلات جزاء ترجيحية (كرة القدم).) | إيطاليا    | مرحلة خروج المغلوب في بطولة أمم أوروبا 2008 | 48,000    |
| 26 يونيو 2008 | 20.45       | روسيا      | 0–3                                                   | إسبانيا    | مرحلة خروج المغلوب في بطولة أمم أوروبا 2008 | 51,428    |
| 29 يونيو 2008 | 20.45       | ألمانيا    | 0–1                                                   | إسبانيا    | نهائي بطولة أمم أوروبا 2008                 | 51,428    |